# 맥아빵

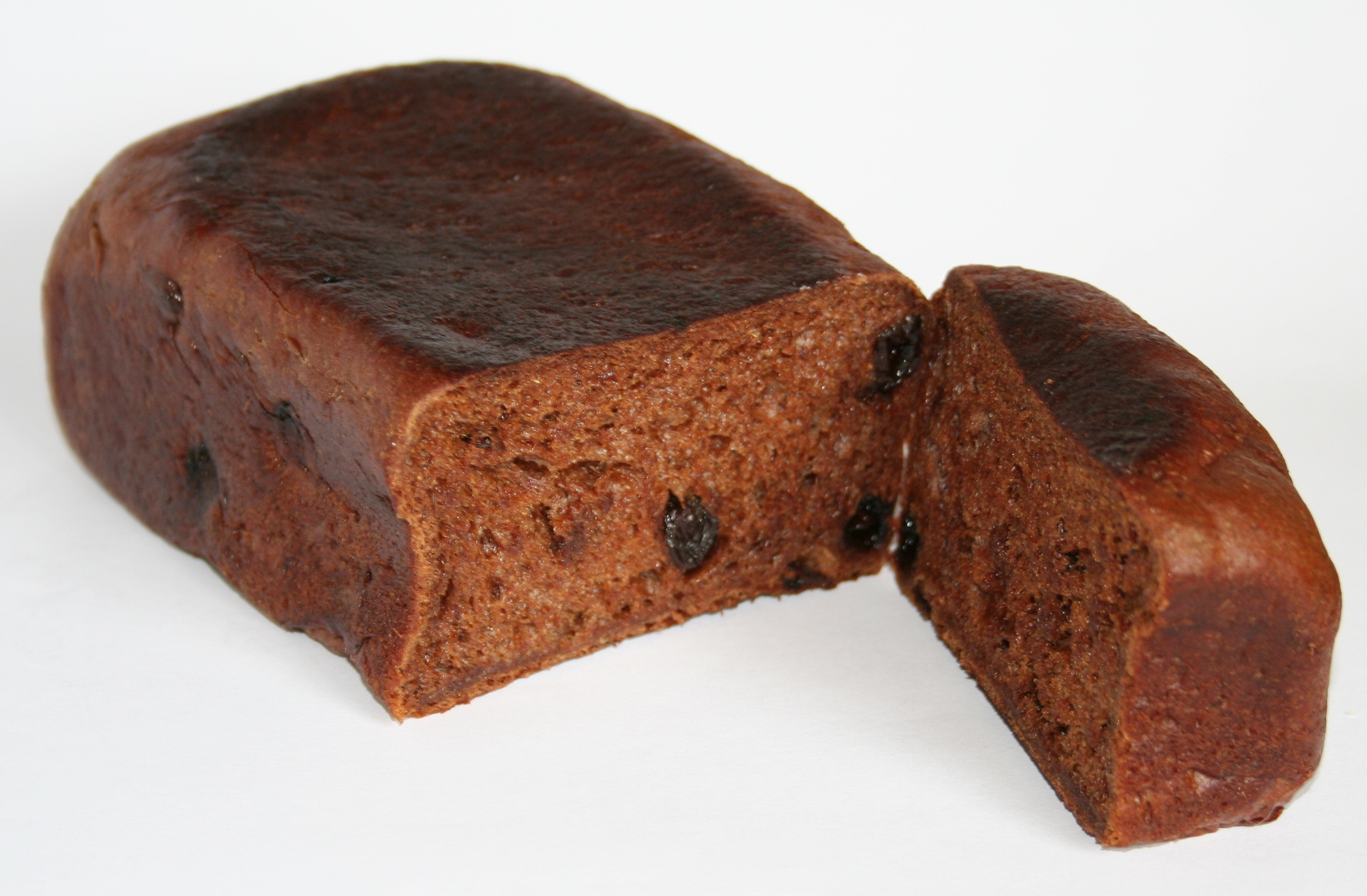

맥아빵(malt loaf)은 영국의 흔한 군것질거리이다. 매우 무겁고 부드러운 빵으로, 미각은 단 맛에 질감은 매우 쫄깃하다. 맥아를 갖고 만들며, 건포도 따위 과일을 넣기도 한다. 보통 얇게 잘라서 버터를 발라 먹는다.

## 같이 보기
- 갈색빵
- 빵 목록